# Miss Italia 1997
Miss Italia 1997 si è svolta a Salsomaggiore Terme in quattro serate: il 4, 5 e 6 settembre 1997. Il concorso è stato condotto da Fabrizio Frizzi, in diretta da Salsomaggiore Terme. Presidente della giuria artistica è stato Mike Bongiorno, che ha incoronato vincitrice del concorso la diciottenne Claudia Trieste di Nicotera (VV). Seconda classificata la diciottenne Vincenza Cacace di Sorrento (NA) e infine terza la diciannovenne Christiane Filangieri, napoletana di origini tedesche.

## Piazzamenti
| Risultato finale     | Concorrente               |
| -------------------- | ------------------------- |
| Miss Italia 1997     | - – Claudia Trieste       |
| Seconda classificata | - – Vincenza Cacace       |
| Terza classificata   | - – Christiane Filangieri |
| Quarta classificata  | - – Roberta Floris        |
| Quinta classificata  | - – Caterina Murino       |
| Sesta classificata   | - – Mara Carfagna         |
| Settima classificata | - – Annalisa Minetti      |

## Altri riconoscimenti
- Miss Cinema: Mara Carfagna[5]
- Miss Eleganza: Tanja Lorenzi

Le tre finaliste: Christiane Filangieri (a sinistra) e Vincenza Cacace (al centro) e Claudia Trieste (a destra).

Claudia Trieste con Enzo Mirigliani

Mara Carfagna, Miss Cinema

Annalisa Minetti

- Miss Azira Ragazza in Gambissime: Annalisa Minetti
- Miss Deborah: Caterina Murino
- Miss Wella: Dacia Gori[5]
- Ragazza Sasch Top Model Domani: Arianna Gabrielli
- Ragazza Omnitel: Francesca Sapone
- Miss Miluna: Anna Tesoro
- Miss Televolto: Vincenza Cacace[5]
- Miss TV Sorrisi e Canzoni: Mara Carfagna
- Miss Bella: Eleonora Pierri[5]
- Miss degli acconciatori: Erika Tommasoni[5]

## Le concorrenti
001) Annalisa Minetti (Miss Lombardia)

002) Mimosa Paolotti (Miss Valle d'Aosta)

003) Silvia Antonucci (Miss Piemonte)

004) Elisa Baldini (Miss Milano)

005) Monica Anesi (Miss Trentino Alto Adige)

006) Marta Cappellotto (Miss Friuli Venezia Giulia)

007) Mara Pestrin (Miss Veneto)

008) Alessandra Villani (Miss Liguria)

009) Chiara Messori (Miss Emilia)

010) Erika Tommasoni (Miss Romagna)

011) Arianna Gabrielli (Miss Toscana)

012) Francesca Falchi (Miss Marche)

013) Simona De Angelis (Miss Umbria)

014) Elisa Presta (Miss Lazio)

015) Carola Agostinucci (Miss Roma)

016) Nadia Rosati (Miss Abruzzo)

017) Mariaconcetta Travaglini (Miss Molise)

018) Christiane Filangieri (Miss Campania)

019) Enrica De Blasi (Miss Puglia)

020) Anna Tesoro (Miss Basilicata)

021) Elisabetta Gregoraci (Miss Calabria)

022) Stefania Beninato (Miss Sicilia)

023) Caterina Murino (Miss Sardegna)

024) Xenula Tinti (Miss Cinema Piemonte)

025) Silvia Rizzi (Miss Cinema Lombardia)

026) Manuela Mandler (Miss Cinema Friuli Venezia Giulia)

027) Benedetta Piazza (Miss Cinema Emilia)

028) Vaina Continuati (Miss Cinema Romagna)

029) Lisa Montagnani (Miss Cinema Toscana)

030) Debora Manoni (Miss Cinema Marche)

031) Raffaella Anastasio (Miss Cinema Campania)

032) Barbara Marù (Miss Cinema Sicilia)

033) Chiara Stoffella (Miss Eleganza Trentino Alto Adige)

034) Cinzia Baradel (Miss Eleganza Veneto)

035) Natascia Rebecchi (Miss Eleganza Emilia)

036) Elisa Dilavanzo (Miss Eleganza Romagna)

037) Augusta Bargilli (Miss Eleganza Toscana)

038) Claudia Costantini (Miss Eleganza Marche)

039) Gloria Nicoletti (Miss Eleganza Lazio)

040) Michela Cardinale (Miss Eleganza Abruzzo)

041) Giuseppina Volpe (Miss Eleganza Campania)

042) Doriana Summa (Miss Eleganza Puglia)

043) Alessandra Boi (Miss Eleganza Sardegna)

044) Sabine Rauch (Miss Azira Ragazza in Gambissime Trentino Alto Adige)

045) Tania Varuni (Miss Azira Ragazza in Gambissime Lombardia)

046) Alessandra Rampi (Miss Azira Ragazza in Gambissime Romagna)

047) Sara Lombardi (Miss Azira Ragazza in Gambissime Toscana)

048) Emanuela Cretara (Miss Azira Ragazza in Gambissime Marche)

049) Francesca Ceci (Miss Azira Ragazza in Gambissime Lazio)

050) Paola Ganzerli (Miss Azira Ragazza in Gambissime Campania)

051) Eleonora Pierri (Miss Azira Ragazza in Gambissime Puglia)

052) Denise Tarone (Miss Azira Ragazza in Gambissime Basilicata)

053) Lucia Bellotti (Miss Azira Ragazza in Gambissime Calabria)

054) Grazia Pappalardo (Miss Azira Ragazza in Gambissime Sicilia)

055) Roberta Floris (Miss Azira Ragazza in Gambissime Sardegna)

056) Elisa Borsetto (Miss Deborah Trentino Alto Adige)

057) Irene Agati (Miss Deborah Lombardia)

058) Heidi Etel (Miss Deborah Friuli Venezia Giulia)

059) Sonia Scarperi (Miss Deborah Veneto)

060) Barbara Magalotti (Miss Deborah Emilia)

061) Beatrice De Luigi (Miss Deborah Romagna)

062) Maria Chiara Valacchi (Miss Deborah Toscana)

063) Mariolina Scoponi (Miss Deborah Marche)

064) Giorgia Pucci (Miss Deborah Abruzzo)

065) Vincenza Cacace (Miss Deborah Campania)

066) Luisa Macchia (Miss Deborah Puglia)

067) Rachele Fichera (Miss Deborah Sicilia)

068) Paola Diana (Miss Deborah Sardegna)

069) Tanja Lorenzi (Miss Wella Trentino Alto Adige)

070) Cinzia Forzati (Miss Wella Lombardia)

071) Alessandra Bertelli (Miss Wella Veneto)

072) Dacia Gori (Miss Wella Liguria)

073) Isabella Traversone (Miss Wella Emilia)

074) Silvia Beneventi (Miss Wella Romagna)

075) Ivette Taddeucci (Miss Wella Toscana)

076) Milena Pellini (Miss Wella Marche)

077) Francesca Delfino (Miss Wella Campania)

078) Michela Dell'Atti (Miss Wella Puglia)

079) Nicoletta Steri (Miss Wella Sardegna)

080) Sabina Volpato (Miss Amarea Moda Mare Trentino Alto Adige)

081) Sara Venturi (Miss Amarea Moda Mare Lombardia)

082) Barbara Traversone (Miss Amarea Moda Mare Emilia)

083) Arianna Gorgolini (Miss Amarea Moda Mare Romagna)

084) Silvia Simoni (Miss Amarea Moda Mare Toscana)

085) Eleonora Ceccarelli (Miss Amarea Moda Mare Umbria)

086) Valentina Bordin (Miss Amarea Moda Mare Lazio)

087) Francesca Sapone (Miss Amarea Moda Mare Campania)

088) Claudia Trieste (Miss Amarea Moda Mare Calabria)

089) Daniela Muntoni (Miss Amarea Moda Mare Sardegna)

090) Eva Meneghini (Ragazza Sasch Top Model Domani Trentino Alto Adige)

091) Morena Salvino (Ragazza Sasch Top Model Domani Lombardia)

092) Sara Cappellari (Ragazza Sasch Top Model Domani Friuli Venezia Giulia)

093) Silvia Toffanin (Ragazza Sasch Top Model Domani Veneto)

094) Marianna Longhi (Ragazza Sasch Top Model Domani Romagna)

095) Roberta Sestini (Ragazza Sasch Top Model Domani Toscana)

096) Claudia Fulvi (Ragazza Sasch Top Model Domani Marche)

097) Stefania Maria (Ragazza Sasch Top Model Domani Campania)

098) Isa Iaquinta (Ragazza Sasch Top Model Domani Calabria)

099) Claudia Benigno (Ragazza Sasch Top Model Domani Sicilia)

100) Mara Carfagna (Miss Prima dell'Anno 1997)

## Riserve
101) Maddalena Corvaglia (Miss Wella Umbria)

102) Silvia Muratori

103) Valentina Ioni

104) Serena Zambelli

105) Erika Xompero